# Held van de Russische Federatie

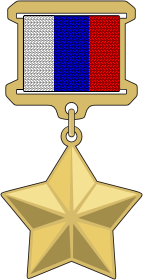

De titel Held van de Russische Federatie (Russisch: Герой Российской Федерации, Geroj Rossijskoj Federatsjij), is een der hoogste onderscheidingen van de Russische Federatie. De Orde wordt niet alleen aan burgers en militairen verleend die bijzonder moedig zijn geweest, ook kunstenaars, politici en zakenlieden kunnen voor deze onderscheiding in aanmerking komen.

## Achtergrond
De Russische Federatie is een van de opvolgers van de voormalige communistische Sovjet-Unie. Ten tijde van de Sovjet-Unie was de titel "Held van de Sovjet-Unie" een der hoogste en meest opvallende orden van de Sovjet-Unie. Het insigne van de onderscheiding van de Russische Federatie, een kleine ster volgens de mode van de socialistische orden, lijkt dan ook sterk op het Sovjet-voorbeeld, de beroemd geworden Gouden Ster. De onderscheiding vervangt ook de titel van "Held van de Socialistische Arbeid".

## Kenmerken
Het iets meer dan 21 gram wegende gouden kleinood heeft op de keerzijde de woorden "Герой России" (Held van Rusland) en een serienummer. Men draagt de onderscheiding boven alle andere onderscheidingen op de linkerborst.

## Toekenningen
De Orde werd tussen de instelling op 20 maart 1992 en 2007 zevenhonderdenvijftig maal toegekend. Ze werd ook al 340 maal postuum verleend. Vaak zijn er soldaten die in Tsjetsjenië vochten mee onderscheiden. Ook andere betrokkenen bij deze burgeroorlog en slachtoffers van terreur werden onderscheiden.

## Bekende Helden van de Russische Federatie
| Naam                   | Datum             | Aanleiding |
| ---------------------- | ----------------- | --- |
| Timoer Apakidse        | 17 augustus 1995  | Vlieger |
| Aleksandr Baranov      | 5 mei 2000        | Generaal |
| Jekaterina Boedanova*  | 1 oktober 1993    | Gevechtspilote in de Tweede Wereldoorlog                                                                             |
| Ljoebov Jegorov        | 22 april 2004     | Langlaufkampioene |
| Joeri Gidsenko         | 1 april 1996      | Kosmonaut |
| Achmat Kadyrov*        | 10 mei 2004       | Tsjetsjeens pro-Russische president                                                                                  |
| Ramzan Kadyrov         | 29 december 2004  | Tsjetsjeens pro-Russische president                                                                                  |
| Said-Magomed Kakiev    |                   | Officier in Tsjetsjenië                                                                                              |
| Aleksandr Kaleri       | 11 augustus 1992  | Kosmonaut |
| Alexander Karelin      | 26 augustus 1996  | Wereldkampioen worstelen                                                                                             |
| Viktor Kazanzev        | 4 december 1999   | |
| Roeslan Koksjin        | December 2002     | |
| Oleg Kononenko         | 10 april 2009     | Kosmonaut, bleef 736 dagen in de ruimte                                                                              |
| Sergej Krikaljov       | 11 april 1992     | Kosmonaut, bleef 804 dagen in de ruimte                                                                              |
| Larissa Lasoetina      | 27 februari 1998  | Langlaufkampioene |
| Valeri Legasov*        | 20 september 1996 | Voorzitter onderzoekscommissie Kernramp van Tsjernobyl                                                               |
| Gennadi Ljatsjin*      | 26 augustus 2000  | Kapitein van de gezonken onderzeeër Koersk                                                                           |
| Joeri Malentsjenko     | 24 november 1994  | Kosmonaut, bleef 827 dagen in de ruimte                                                                              |
| Joeri Onoefrijenko     | 16 oktober 1996   | Kosmonaut |
| Gennady Padalka        | 5 april 1999      | Kosmonaut |
| Nikolaj Patroesjev     |                   | Generaal en hoofd van de geheime dienst                                                                              |
| Valeri Poljakov        | 10 april 1995     | Kosmonaut, bleef 437 dagen en 18 uur onafgebroken in de ruimte                                                       |
| Aleksandr Rajevski     | 17 augustus 1995  | Testpiloot |
| Leonid Rosjal          |                   | Onderhandelaar bij de Gijzeling in het Doebrovkatheater in Moskou in oktober 2002 en de Gijzeling in Beslan          |
| Oleg Sjalamov          |                   | Spion |
| Vladimir Sjamanov      | 4 december 1999   | Generaal |
| Sergej Sjojgoe         | 20 september 1999 | Minister van Defensie                                                                                                |
| Magomed Tolbojev       | 17 november 1992  | Testpiloot van het ruimteveer Boeran                                                                                 |
| Gennadi Trosjev        | 4 december 1999   | Generaal |
| German Oegrjoemov      | 20 december 2000  | Admiraal |
| Michail Kalasjnikov    | 10 november 2009  | Luitenant-generaal, uitvinder van de AK-47                                                                           |
| Oleg Peschkov*         | 25 november 2015  | Piloot Soechoj Soe-24, neergehaald door de Turkse luchtmacht                                                         |
| Alexander Prochorenko* | 17 maart 2016     | Soldaat die bij gevechten bij Palmyra omsingeld door IS-troepen een luchtaanval op zijn eigen positie liet uitvoeren |
| Andrej Karlov*         | 21 december 2016  | Diplomaat, ambassadeur in Turkije                                                                                    |

* Postuum toegekend